# Herningmotorvejen
Autostrada M66 (duń. Herningmotorvejen) - autostrada biegnąca ze wschodu na zachód od skrzyżowania z autostradą Østjyske Motorvej (M60) na węźle Motorvejskryds Århus-Vest do skrzyżowania z autostradą Midtjyske Motorvej koło Herning.
Autostrada oznakowana jest jako Droga krajowa nr 15.
Obecnie (marzec 2008) droga jest w trakcie rozbudowy i pomiędzy węzłami Låsby i Ikast-Øst jest dwupasmową drogą krajową.